# Amenthes Rupes
Amenthes Rupes es el nombre de una estructura geológica sobre la superficie de Marte, ubicado entre las regiones de Isidis y Hellas.
Consiste en una falla principal perteneciente a un mayor sistema de fallas ubicados en paralelo con morfologías de cabalgamiento acentuadas por geometrías lístricas, es decir, que se aplana con la profundidad.

## Tamaño
Amenthes Rupes es la escarpa lobulada, un tipo de falla inversa, más grande de Marte. Es el miembro más destacado de una población de fallas de empuje local y una de las fallas de cabalgamiento más largas del planeta. Cuenta con profundidades de las fallas principales que se encuentran en promedio de 2 a 3 km y aproximadamente 400 kilómetros (248,5 mi) de longitud.